# Hippopotamodon
Hippopotamodon — рід вимерлих парнопалих, що існував у міоцені та плейстоцені в Європі та Азії (Італія, Велика Британія, Греція, Індія, М'янма, Румунія, Таїланд, Туреччина).